# النجارية (فرقة)
النجارية هو اسم طائفة من المعتقدات الدينية الإسلامية أسسها الحسين بن محمد النجار،. مؤسس المدرسة النجارية. كان النجار عالمًا في عصر الخليفة العباسي المأمون وتُوفي سنة 844 م. وقد قدم علماء مثل الشهرستاني والرازي هذه الطائفة باسم الجهمية. وكان أهل هذه الفرقة يتبعون مذهب الأشاعرة في بعض الأمور، ومذهب المعتزلة في بعض الأمور.

## تعريف الإيمان
معرفة الله والملائكة والأنبياء والفرائض وتصديقها بالقلب والنطق بها باللسان هو الإيمان. ومن لم يعرف شيئًا من ذلك أو يصدقه ولم ينطق به بلسانه فهو كافر.

## الأقسام الفرعية
انقسم أعضاء فرقة النجارية إلى فروع مختلفة بسبب اختلافهم في بعض القضايا. ومن أشهرها:
- البرغوسية: مؤلفة من أتباع محمد بن عيسى البرغس[3]
- الزعفرانية: تتكون من أتباع أبي عبد الله بن الزعفراني[4]
- المستدركية: الذين يزعمون أنهم يعلمون ما لم يفهمه أسلافهم[5]

## وجهات النظر اللاهوتية (الكلامية)
ويُعتقد أن الفرقة قريبة من المرجئة في فهم الإيمان، وأنها من مذهب الجهمية في اعتقاد أفعال الإنسان.

### الأمور التي يتبعونها في الأشاعرة
- إن الله هو الذي يخلق الأفعال. والذي يحصل عليها بإرادته الجزئية [التركية] هو الإنسان.
- الاستواء مصحوب بفعل.
- لا يصبح حديث في الدنيا إلا ما شاء الله.
- ويجوز أن يغفر الله الذنوب.

### النقاط التي يتبعونها في المعتزلة
- إن الله ليس له صفات العلم والقدرة والإرادة والحياة والسمع والبصر.
- القرآن مخلوق.
- لا يمكن رؤية الله بالعين.